# Classe Elbrus (navi ausiliarie)
Le unità appartenenti alla classe Elbrus (progetto 23120 secondo la classificazione russa) sono grandi navi per appoggio logistico, dotate di ponte di volo con capacità rompighiaccio.  La classificazione russa probabilmente è SS (Spasitel'noye Sudno: nave da salvataggio)

## Costruzione
Il 29 giugno del 2012, il Ministero della Difesa della Federazione Russa ha chiuso il contatto tra lo stabilimento cantieristico Severnaya Verf Shipyard (San Pietroburgo) e l'ufficio Rosoboronpostavkoj (abolito il 1 gennaio 2015) di costruire tre navi da supporto logistico per ammodernare la sua flotta. Il valore totale del contratto, secondo i dati di fonte pubblica, ammontava a 11,715 miliardi di rubli.
Secondo i termini del contratto, la prima nave doveva essere consegnata il 25 novembre 2014, la seconda il 3 novembre 2016. Tuttavia, nel 2013 i tempi si erano allungati già di un anno dopo. La prima nave "Elbrus" (numero di serie 880) è stata impostata il 14 novembre 2012 con varo previsto per il 17 luglio 2015 per la flotta settentrionale.
La prima nave full-scale MB-75" (numero di fabbrica 881) è stata impostata il 19 dicembre 2013, varo maggio 2016, entrata in servizio a novembre 2016 con consegna alla flotta del Mar Nero. La seconda nave full-scale" Captain Shevchenko" (numero 882) prevista per il 24 giugno 2014, varo per maggio 2017, l'entrata in funzione a novembre 2017 con consegna alla flotta del Pacifico.
La nave di supporto logistico Vsevolod Bobrov è stata consegnata alla Marina russa presso il cantiere Severnaya Verf. "Il presidente della Commissione per l'accettazione delle navi da parte dello Stato, il capitano I Rank Andrei Yegorov, ha firmato un certificato di accettazione per i test di stato della nave di supporto logistico Vsevolod Bobrov del progetto 23120, costruita a Severnaya Verf", si legge nella dichiarazione del 6 agosto 2021.
A sua volta, il direttore generale di Severnaya Verf, Igor Orlov, durante la cerimonia di firma del certificato di accettazione ha dichiarato, che dopo l'esecuzione dell'ordine principale, il progetto 23120 era stato migliorato aggiornando le caratteristiche tecniche della nave.

## Caratteristiche generali
Le unità sono dotate di una prua a bulbo e di uno scafo in acciaio rinforzato per fornire la capacità di rompighiaccio. La lunghezza è di 95 m mentre la larghezza è di 22 m, il pescaggio massimo è di 9 m. La nave può ospitare un equipaggio di 27 persone e fino a 43 passeggeri.
Con un dislocamento di 10.000 t, le navi possono trasportare, stipare carichi del peso di 4,5 t o fino a 40 container. Il ponte di carico di 700 m² può ospitare circa 2.000 t di materiale.
Il ponte è dotato di due grandi gru elettroidrauliche pieghevoli verso poppa per sollevare carichi fino a 50 t. È inoltre dotato di argani di traino primari e secondari con una capacità che va dalle 120 alle 25 t, usati per trainare navi in difficoltà.
Due gommoni a scafo rigido sono alloggiati a babordo e a dritta per condurre missioni di trasporto e salvataggio in mare.
La nave è inoltre dotata di sistemi di comfort del personale come il riscaldamento, la ventilazione e condizionamento dell'aria,l. Dotata di attrezzature per l'ormeggio e la movimentazione dei carichi.

### Comando e controllo
La nave è guidata dal ponte di navigazione situato in cima verso la sezione di prua. Vari sistemi di navigazione e comunicazione sono posizionati sopra la sezione del ponte per garantire la navigazione in qualsiasi condizione atmosferiche.
Ha sistemi si radar in banda X e S per evitare le collisioni, radar di ricerca, ricetrasmettitore radar, sistema di posizionamento globale e sistema satellitare di navigazione globale (GLONASS). Le tecniche di crittografia vengono utilizzate per fornire una comunicazione di dati sicura e affidabile.

### Motore
Le unità sono alimentate da quattro generatori diesel da 17,8 MW di potenza. Sono inoltre dotati di eliche per il timone, montate a prua, che garantiscono un'elevata manovrabilità per la nave.
Un sistema di posizionamento è installato per mantenere la posizione della nave utilizzando eliche e propulsori in tutte le condizioni atmosferiche.
La nave può navigare a una velocità di 18 nodi in mare e ha un'autonomia di circa 5.000 miglia nautiche e di due mesi.
Ha la capacità di navigare attraverso il pack di ghiaccio spesso 80 cm a una velocità di 2 nodi.

## Impiego operativo
Il 12 maggio 2022, Serhiy Bratchuk, portavoce dell'amministrazione militare regionale di Odesa, ha dichiarato che la nave da supporto Vsevolod Bobrov è stata colpita probabilmente da missili R-360 Neptun vicino all'Isola dei Serpenti provocando un grosso incendio a bordo. La nave è stata rimorchiata presso il porto di Sebastopoli.

## Le Unità
La chiglia della capoclasse Elbrus, che da anche il nome alla classe delle navi, è stata impostata nel novembre 2012 e la nave è stata varata nel giugno 2015. Le prove in mare della nave sono state effettuate a settembre 2016 e sono state completate nel giugno 2017. Le prove effettuate dal Ministero sono state completate il mese successivo.
La costruzione della Vsevolod Bobrov, la seconda unità della classe, è iniziata nel 2013. Lo scafo della nave è stata completato a marzo 2016 e il varo si è tenuto a novembre 2016.
La chiglia del Capitano Shevchenko, terza nave appoggio della classe, è impostata nel luglio 2014.
Le navi saranno introdotte nelle flotte della Marina russa del Nord, del Mar Nero e del Pacifico.
| Sigla                                    | Nome                                     | Immagine                                 | Impostazione                             | Varo                                     | Entrata in servizio                      | Flotta                                   | Servizio                                 |
| Voenno-morskoj flot Rossijskoj Federacii | Voenno-morskoj flot Rossijskoj Federacii | Voenno-morskoj flot Rossijskoj Federacii | Voenno-morskoj flot Rossijskoj Federacii | Voenno-morskoj flot Rossijskoj Federacii | Voenno-morskoj flot Rossijskoj Federacii | Voenno-morskoj flot Rossijskoj Federacii | Voenno-morskoj flot Rossijskoj Federacii |
| ---------------------------------------- | ---------------------------------------- | ---------------------------------------- | ---------------------------------------- | ---------------------------------------- | ---------------------------------------- | ---------------------------------------- | ---------------------------------------- |
|                                          | Elbrus                                   |                                          | novembre 2012                            | giugno 2015                              | giugno 2017                              | Flotta del Nord                          | Attivo                                   |
| MB-75                                    | Vsevolod Bobrov                          |                                          | 19 dicembre 2013                         | 14 novembre 2016                         | 8 agosto 2021                            | Flotta del Mar Nero                      | Attivo                                   |
|                                          | Capitano Shevchenko                      |                                          | 2014                                     |                                          |                                          | Flotta del Pacifico                      | Attivo                                   |